# Lorenzo Wiebers
Lorenzo Wiebers (Paramaribo, 2 februari 1977) is een Surinaams voetballer die werkzaam is als jeugdcoach bij SV Transvaal. Eerder speelde hij voor Royal '95 en Tobago United.